# ファーストレディ (テレビドラマ)
『ファーストレディ』（原題：The First Lady）は、アーロン・クーリーが制作し、2022年4月17日にShowtimeで公開されたアメリカのアンソロジードラマテレビシリーズ。ミシェル・ファイファー、ヴィオラ・デイヴィス、ジリアン・アンダーソンなどが出演し、エレノア・ルーズベルト、ベティ・フォード、ミシェル・オバマの3人のアメリカ合衆国のファーストレディの人生と家族の出来事を描く。

## 概要
このシリーズは賛否両論の評価を受け、ミシェル・ファイファーとジリアン・アンダーソンの演技、衣装、セットデザイン、テーマは賞賛されたが、ストーリー展開、プロット、ヴィオラ・デイヴィスの演技は批判された。2022年8月、シーズン1での打ち切りが発表された。
日本では、2022年9月23日にU-NEXTから独占配信された。

## キャスト
| 役名                                 | 俳優                         | 日本語吹替                          |
| ------------------------------------ | ---------------------------- | ----------------------------------- |
| ミシェル・オバマ                     | ヴィオラ・デイヴィス         | 皆川純子                            |
| ベティ・フォード                     | ミシェル・ファイファー       | 高島雅羅                            |
| エレノア・ルーズベルト               | ジリアン・アンダーソン       | 戸田恵子                            |
| フランクリン・ルーズベルト           | キーファー・サザーランド     | 井上和彦                            |
| ジェラルド・フォード                 | アーロン・エッカート         | 木下浩之                            |
| スーザン・フォード                   | ダコタ・ファニング           | 潘めぐみ                            |
| マリアン・ロビンソン（ミシェルの母） | レジーナ・テイラー           | 中嶋佳葉                            |
| ロレーナ・ヒコック                   | リリー・レーブ               | 葛城七穂                            |
| バラク・オバマ                       | O・T・ファグベンル           | 祐仙勇                              |
| マルヴィナ・トンプソン               | クレア・デュヴァル           | 今泉葉子                            |
| ナンシー・ハウ                       | ジュディ・グリア             |                                     |
| ルイス・マクヘンリー・ハウ           | ジャッキー・アール・ヘイリー |                                     |
| スーザン・シェール                   | ケイト・マルグルー           | 八百屋杏                            |
| 若き日のミシェル                     | ジェイミー・ローソン         | 近藤唯                              |
| 若き日のベティ                       | クリスティン・フロセス       |                                     |
| 若き日のエレノア                     | エリザ・スカンレン           |                                     |
| 若き日のフランクリン                 | チャーリー・プラマー         | 益山武明                            |
| マリア・オバマ （ミシェルの娘）      | レクシー・アンダーウッド     | 東内マリ子                          |
| メル （ミシェルの秘書）              | ドナ・リン・チャンプリン     | 和優希                              |
| フレイザー （ミシェルの父親）        | マイケル・ポッツ             | 平林剛                              |
| ディック・チェイニー                 | リース・ウェイクフィールド   |                                     |
| サラ・デラノ・ルーズベルト           | エレン・バースティン         |                                     |
| アレン・テイラー                     | エヴァン・パーク             | 露木徳幸                            |
| ティナ・チェン                       | ロザリンド・チャオ           |                                     |
| アナ・ルーズベルト                   | ケイリー・スピーニー         | うえだ星子                          |
| ヒラリー・クリントン                 | ケイト・バートン             | 小林優子                            |
| エスター・ラペ                       | ベルナデット・クイグリー     | 葛原詩織                            |
| ヘミングウェイ                       |                              | 長谷川暖                            |
| ラーム・エマニュエル                 |                              | 森宮隆                              |
| その他                               | N/A                          | 林佳代子 松枝裕香 石黒史剛 京花優希 |
| 日本語吹替版スタッフ                 |                              |                                     |
| 吹替翻訳                             | 田尾友美                     | 田尾友美                            |
| 演出                                 |                              |                                     |
| 制作                                 |                              |                                     |

- 字幕翻訳：小尾山恵美

## エピソード
| シーズン | シーズン | 話数 | 話数 | 放送期間      | 放送期間      |
| シーズン | シーズン | 話数 | 話数 | 初回放送      | 最終回放送    |
| -------- | -------- | ---- | ---- | ------------- | ------------- |
|          | 1        | 10   | 10   | 2022年4月17日 | 2023年6月19日 |